# Zarzecze Pierwsze
Zarzecze Pierwsze – część miasta Kraśnika, leżąca w rejonie ulicy Armii Krajowej.

## Historia
Zarzecze już w XIX stanowiło przedmieście Kraśnika. Wykształcił się podział Zarzecza na część południową (Zarzecze Pierwsze) i północną (Zarzecze Drugie). 1 stycznia 1973 północną część Zarzecza Pierwszego z północną częścią Lasów odłączono od Kraśnika, tworząc w niej sołectwo Lasy w nowo utworzonej gminie Kraśnik. Zasadnicza część Zarzecza Pierwszego pozostała w granicach Kraśnika, łącznie z południową częścią Lasów.